# Federația de Fotbal din Australia
Federația de Fotbal din Australia (FFA) este forul ce guvernează fotbalul în Australia. Se ocupă de organizarea echipei naționale și a altor competiții fotbalistice din stat. Înainte de 1 ianuarie 2005, a fost cunoscuă ca Asociația Australiană de Fotbal (ASA), care a succedat Soccer Australia în 2003. Ben Buckley este actualul CEO al FFA și Frank Lowy este președinte.

## Echipe naționale controlate
- 'The Socceroos' (masculin)
- 'The Matildas' (feminim)
- 'The Olyroos' (masculin)
- 'The Futsalroos' (masculin)
- 'The Young Socceroos' (masculin)
- 'The Young Matildas' (feminim)
- 'The Joeys' (masculin)

## Subfederații
- Capital Football
- Football NSW
- Northern New South Wales Football
- Football Federation Victoria
- Football Queensland
- Football West
- Football Federation of South Australia
- Football Federation Tasmania
- Football Federation Northern Territory

## Arbitrii FIFA
FFA are 22 de arbitrii acreditați de FIFA:
- 5 arbitrii (fotbal masculin)
- 8 arbitrii asistenți (fotbal masculin)
- 2 arbitrii (fotbal feminin)
- 4 arbitrii asistenți (fotbal feminin)
- 3 arbitrii (futsal)